# Asian Tri Nations 2013
L'Asian Tri Nations 2013 fu la seconda edizione del torneo triangolare asiatico noto come Asian Tri Nations tra le Nazionali di Hong Kong, Singapore e Taiwan.
Si tenne ad agosto 2013 a quattordici anni di distanza dalla prima edizione di tale torneo, e si tenne allo Yio Chu Kang Stadium di Singapore con la formula del girone all'italiana di sola andata tra il 18 e il 24 agosto 2013.
La vittoria arrise a Hong Kong, che vinse il torneo a punteggio pieno.
Hong Kong non diede la presenza ai suoi giocatori e schierò la formazione "A".

## Risultati
| Data      | Incontro                | Risultato | Sede      |
| --------- | ----------------------- | --------- | --------- |
| 18-8-2013 | Singapore ― Hong Kong A | 25-35     | Singapore |
| 21-8-2013 | Taiwan ― Hong Kong A    | 5-67      | Singapore |
| 24-5-2013 | Taiwan ― Singapore      | 19-30     | Singapore |

|  | Classifica | G | V | N | P | P+  | P- | diff. | PT |
|  | ---------- | - | - | - | - | --- | -- | ----- | -- |
|  | Hong Kong  | 2 | 2 | 0 | 0 | 102 | 30 | +72   | 4  |
|  | Singapore  | 2 | 1 | 0 | 1 | 55  | 54 | +1    | 2  |
|  | Taiwan     | 4 | 1 | 0 | 3 | 55  | 87 | -32   | 2  |